# المرکاض
المرکاض (به عربی: المرکاض) یک منطقهٔ مسکونی در امارات متحده عربی است که در دبی، امارات واقع شده‌است.